# غوب
غوب یک منطقهٔ مسکونی در امارات متحده عربی است که در امارت رأس‌الخیمه واقع شده‌است. غوب ۱۲ متر بالاتر از سطح دریا واقع شده‌است.